# Hippie (telenovela)
Hippie es una telenovela dramática chilena producida por Verónica Saquel y emitida por Canal 13 durante el primer semestre de 2004. Es protagonizada por Jorge Zabaleta, Gonzalo Valenzuela, Diego Muñoz y Pablo Díaz.

## Argumento
Martín Hidalgo (Jorge Zabaleta), es un estudiante de medicina criado por su madre religiosa, que nunca conoció a su padre. Es el líder de los estudiantes de una universidad chilena en plena década de 1960, lo que lo lleva a duros enfrentamientos con el rector Maximiliano Sierralta (Nelson Villagra). Su rival más fuerte es Andrés (Pablo Díaz), estudiante de leyes e hijo de Maximiliano, con quien se enfrascará en una dura lucha por conseguir la presidencia de la federación de estudiantes y el amor de Magdalena (María Elena Swett), una estudiante de literatura, proveniente de una familia acomodada.

## Reparto

### Principales
- Jorge Zabaleta como Martín Sierralta Hidalgo
- María Elena Swett como Magdalena Arrieta Vicuña
- Gonzalo Valenzuela como Cristóbal Plaza
- Diego Muñoz como José Francisco Arrieta Vicuña
- Pablo Díaz como Andrés Sierralta Ríos
- Nelson Villagra como Maximiliano Sierralta
- Leonardo Perucci como José Patricio Arrieta Errázuriz
- Carolina Arregui como Victoria Vicuña Donoso
- Solange Lackington como Hermana Ángela / Graciela Hidalgo
- Sigrid Alegría como Ximena Salinas
- Antonella Ríos como Juana Pizarro
- Francisca Merino como Florencia Risopatrón
- Pablo Macaya como David Torres
- Ingrid Cruz como Catalina Villalobos
- Carmen Barros como Leonor Errázuriz
- Nelly Meruane como Blanca Donoso
- Teresita Reyes como Mama Chela
- Shlomit Baytelman como Mónica Grez
- Alejandro Trejo como Pedro Leiva
- Mabel Farías como Teresa Ríos de  Sierralta
- Josefina Velasco como Gloria Estévez
- Fernando Farías como Luis Pacheco
- María Elena Duvauchelle como Madre Elba
- Julio Milostich como Manuel Doren
- Lorena Capetillo como Jennifer Leiva
- Fernando Gómez como Rodolfo Valenzuela
- Catalina Bono como Paula Kusevic
- Ignacio Achurra como Enrique Villar
- Carmen Bresky como Pamela Torres
- Sebastián Layseca como Alejandro Manzano
- Daniella Tobar como María Pacheco
- Luis Dubó como Juan Jara
- Heidrun Breier como Hermana Sol
- Héctor Aguilar como Julio Torres
- Mario Bustos como Rómulo Ramírez
- José Luis Bouchon como José Tomás Risopatrón
- Paola Pulgar como María Trinidad Domeyko
- William Luna como Jimmy Delgado
- Jessica Orobio como Eva Delgado
- Bruno Robles como José

### Recurrentes e invitados especiales
- Viviana Rodríguez como Rafaela Morgan
- Elvira López como Beatriz Morgan
- Ramón Llao como Carlos Aventino
- Marcial Edwards como Ricardo Risopatrón
- Grimanesa Jiménez como Ignacia Echezarreta
- Diana Sanz como Eulalia Valenzuela
- Néstor Castagno como Marcelo Carmona
- Max Corvalán como Fabres
- Nathalia Aragonese como Joaquina
- Alejandra Vega como María
- Andrea Eltit como Susana
- Gonzalo Muñoz-Lerner como Pablo
- Otilio Castro como jefe garzón
- Pablo Striano como psiquiatra
- Claudia Hidalgo como enfermera
- Carolina Castillo. como Hermana Angela joven.

## Producción

### Problemas en desarrollo
La telenovela es escrita en un inicio por Néstor y Daniella Castagno, ambos reemplazados por la guionista Coca Gómez; sin embargo, desde el capítulo 40, regresa a su escritura del guion la jefa de guiones Daniella Castagno con la colaboración de Alejandro Goic, Marcelo Castañón, Rodrigo Cuevas, Yusef Rumie y Marco Yáñez. Es dirigida en una primera etapa por Cristián Galaz y Andrea Ugalde, posteriormente fueron reemplazados por Javier Kappes, Roberto Rebolledo y Guillermo Helo.

## Banda sonora
1. Vittorio Montiglio - Es la lluvia que cae (Tema principal)
2. Almendra - Muchacha ojos de papel (Tema de Ximena)
3. Tormenta - Vagabundo (Tema de Pancho, Andrés, Cristóbal y Martín)
4. Quique Neira - Pensando en ti (Tema de Jimmy y Florencia)
5. Mambrú - Tiene que cambiar
6. Los Prisioneros - Viento dile a la lluvia
7. Coni Lewin - Cuando estoy con él
8. Los Miserables - Plegaria a un labrador
9. El Cruce - Rasguña las piedras (Tema de Cristóbal)
10. Jeanette - Comiénzame a vivir (Tema de Martín y Magdalena)
11. Tiza - Que va a ser de ti (Tema de Magdalena)
12. Canal Magdalena - Mi viejo (Tema de Pancho y José Patricio)
13. Ángel Parra Trío - Yo te amo (Tema de Victoria Vicuña y Manuel Doren)
14. Buddy Richard y Los Tres - Tu cariño se me va (Tema de Andrés y Magdalena)
15. Sebastián Longhi - Yo soy aquel
16. Nino Bravo - Mi gran amor (Tema de Max y Graciela)
17. Michel Polnareff - Love me Please Love me (Tema de Martin y Magdalena)